# Jiangdu
Jiangdu  (江都S, JiāngdūP) è una città nel distretto di Jiangdu della Cina, situata nella provincia di Jiangsu e amministrata dalla prefettura di Yangzhou. 
La città contava 506.706 abitanti e la contea di Jiangdu 1.006.372 abitanti nel 2010. 
La città contava 383.995 abitanti e la contea 1.053.023	abitanti nel 2000. 
Jiangdu si trova nella zona climatica umida subtropicale. 
Il principale centro abitato del distretto appartiene al sottodistretto di Xiannuzhen. 
La sede amministrativa del distretto di Jiangdu si trova a Jiangdu.